# John Edwards (racerförare)
John Michael Edwards, född den 11 mars 1991 i Louisville i Kentucky i USA, är en amerikansk racerförare.

## Racingkarriär
Edwards blev den yngste kända föraren av formelbilar när han körde i Skip Barbers serie som tolvåring 2003. Han vann sin första tävling redan samma höst, vilket gör honom till den yngste föraren som vunnit med formelbilar någonsin. Han flyttade därefter till Europa och tävlade i formel Renault utan tillräckliga framgångar för att kunna avancera. Säsongen 2007 körde Edwards i Champ Car Atlantic med en niondeplats som resultat. Efter det bytte Edwards till Star Mazda Championship, där han tog hand om mästerskapstiteln säsongen 2008. Edwards körde därefter säsongen 2009 i Atlantic, där han besegrade Jonathan Summerton och Simona de Silvestro, vilket gav honom en knapp titel.